# Yelamanchili
Yelamanchili là một thị trấn thuộc huyện Visakhapatnam, bang Andhra Pradesh. This town has historical importance dating back to 7th Century AD.

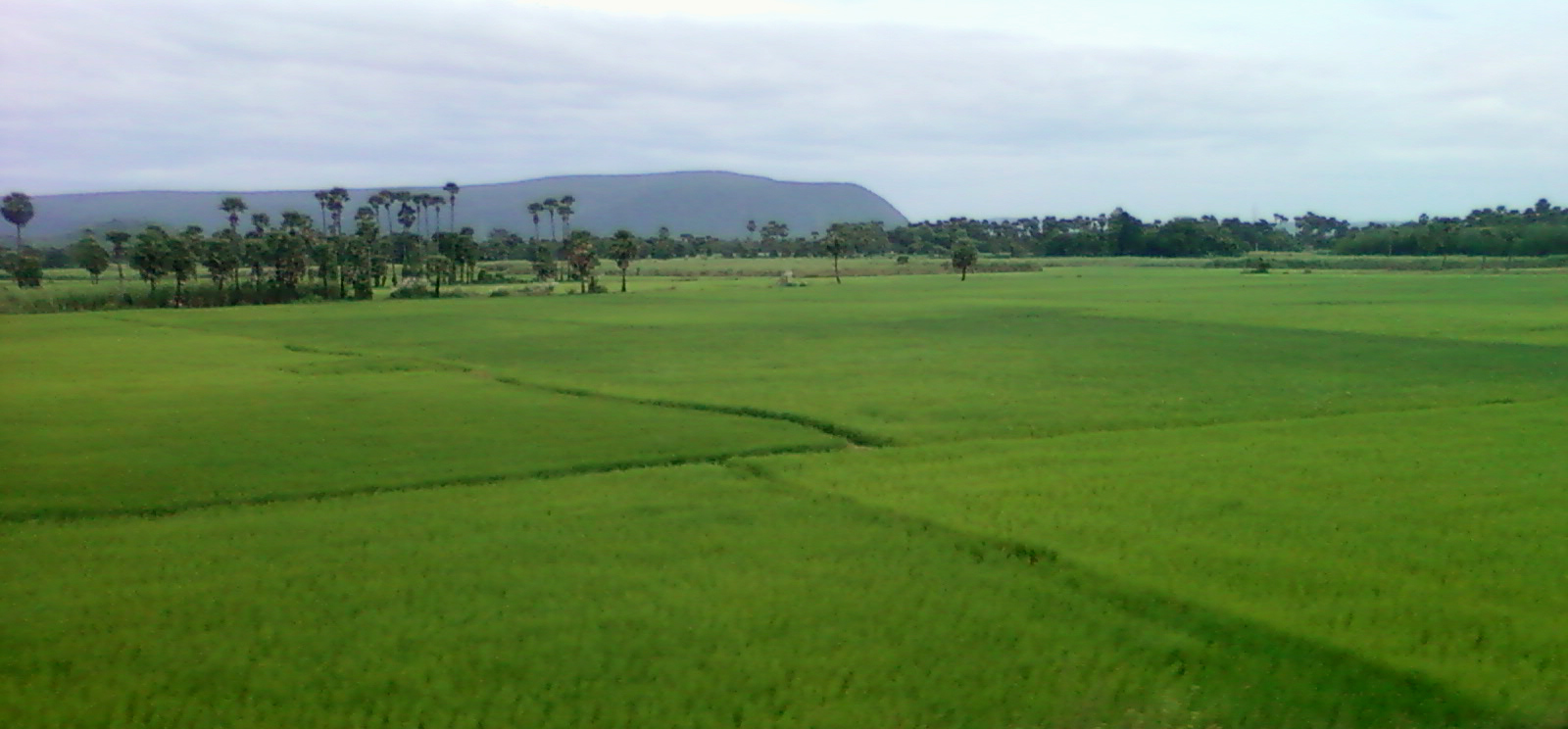
Landscape View near Elamanchili town